# Francesco II Spinelli, VII principe di Scalea
Francesco Maria Spinelli, noto anche come Francesco II Spinelli (Morano Calabro, 30 gennaio 1686 – Napoli, 4 aprile 1752), è stato un nobile e filosofo italiano, VII principe di Scalea, marchese di Misuraca, conte di Anversa, barone di Lungro, Morano, Papasidero e Saracena, e signore di Campo di Giove, Cansano e Villalago.

## Biografia
Nato a Morano Calabro, non lontano da Cosenza, il 30 gennaio 1686, Francesco Maria era il figlio di Antonio I Spinelli, VI principe di Scalea, e di sua moglie, la principessa Anna Beatrice Carafa di Belvedere.
Nel 1698, ancora giovane, si trasferì col resto della sua famiglia a Napoli, dove ebbe modo di conoscere e studiare presso Gregorio Caloprese, filosofo cartesiano, che gli impartì lezioni di algebra, geometria, letteratura latina e, giudicando il suo allievo gracile e debole, anche di educazione fisica. Dopo quasi un anno di studi, ad ogni modo, lo Spinelli dovette trasferirsi temporaneamente a Roma presso suo zio paterno, il futuro cardinale Pier Luigi Carafa, e, pertanto, dovette interrompere questi studi. In compagnia di questo stesso zio, Francesco Maria compì un viaggio in Italia di breve durata, tornando poi a Napoli e passando da lì in Calabria. Dopo sei mesi, dunque, riprese le lezioni col Caloprese nella capitale partenopea, rimanendo con lui per i successivi quattro anni.
La morte del padre Antonio costrinse ancora una volta Francesco Maria Spinelli ad interrompere i propri studi per fare ritorno stabilmente ad occuparsi dell'amministrazione del patrimonio famigliare. Sposò a tale scopo la nobile Ippolita Pignatelli, erede del ducato di Termoli, che morì di tisi nel 1709, lasciandolo vedovo. Si risposò con Rosa Pignatelli, figlia del duca di Monteleone, con la quale prese stabilmente residenza a Napoli, dove venne a sapere della morte di Caloprese nel 1715. A Napoli lo Spinelli riprese ad ogni modo il fulcro delle proprie dissertazioni filosofiche, scontrandosi in particolar modo con Paolo Mattia Doria, suo ex compagno di studi.
Morì a Napoli il 4 aprile 1752.

## Il pensiero
Il pensiero filosofico di Francesco Spinelli è deducibile non solo dai suoi scritti, ma anche dalla fitta corrispondenza che ebbe con molti altri filosofi, partenopei ed internazionali, della sua epoca. Si oppose allo spinozismo propugnato da Paolo Mattia Doria, come pure al pensiero di Pierre Bayle e a quello di Francesco Antonio Piro, autore dell'opera Dell'origine del male contra Baile. Lo scontro col Doria rappresenta il principale fulcro di lavori filosofici dello Spinelli: quando Paolo Mattia Doria diede alle stampe a Napoli nel 1724 i suoi Discorsi critici filosofici, nei quali sosteneva che lo spinozismo altro non era che la conseguenza logica della disciplina cartesiana, lo Spinelli rispose nel 1733 pubblicando le sue Riflessioni sulle principali materie della prima filosofia, nel quale egli presentava le sue obiezioni a concepire l'identificazione tra Dio e natura. Il Doria scrisse in quello stesso anno le sue Risposte, nelle quali tentò di ribaltare le accuse rivoltegli.
Il principe di Scalea pubblicò anche una propria autobiografia, che da molti è vista nella propria prima parte come una risposta indiretta alle Risposte del Doria, ribadendo inoltre la propria fedeltà alle idee di Platone che costituivano a sua detta il vero e profondo fondamento della filosofia cartesiana.
Nel 1750 lo Spinelli pubblicò un volume dal titolo De origine mali dissertatio, in polemica con le idee del filosofo francese Pierre Bayle, rigettando i motivi addotti da quest'ultimo sul perché Dio avesse creato l'uomo come capace di peccare e sul perché le pene dell'inferno sono da definire come "infinite". In questa stessa opera, lo Spinelli si scontrò anche con le tesi sostenute da Francesco Antonio Piro (e indirettamente quindi anche con quelle di Gottfried Leibniz), ritenendole non solo insufficienti a risolvere il problema esposto da Bayle, ma addirittura dannose per la vita del buon cristiano. Lo Spinelli radunò queste riflessioni nell'opera pubblicata l'anno successivo dal titolo De bono dissertatio, dove egli espose il proprio concetto secondo il quale il bene è prerogativa solo di Dio e che, dopo Adamo, l'uomo si sia dovuto adattare al mondo secondo le proprie necessità, godendo solo del bene che gli proviene da Dio, non essendo questi capace di dispensarne da solo.

## Discendenza
Francesco Spinelli sposò a Barra (contemporaneo quartiere di Napoli) il 29 maggio 1706 Ippolita Pignatelli, XI duchessa di Termoli, VIII contessa di Anversa, e signora di Campo di Giove, Cansano e Villalago (1685-1709, già vedova di Vincenzo di Capua dei principi della Riccia), figlia di Girolamo, I principe di Marsiconovo, e di sua moglie Giulia di Capua, X duchessa di Termoli. Da questa unione nacquero i seguenti figli:
- Beatrice (morta infante);
- Cecilia (1708-1755), monaca nel monastero di Santa Maria Regina Coeli a Napoli dal 1726; ereditò i feudi di Anversa, Campo di Giove, Cansano e Villalago alla morte della madre, ma il padre li vendette a suo nome il 30 gennaio 1715 a Francesco Recupito;
- Nicola (1709-1727), celibe.

Alla morte della prima moglie, Francesco Spinelli si risposò a Napoli il 15 novembre 1714 con Rosa Pignatelli (1696-1770), figlia di Nicola, VIII duca di Monteleone, e di sua moglie Giovanna Tagliavia d'Aragona Cortés, principessa di Noja. La coppia ebbe i seguenti figli:
- Antonio (1715-1787), VIII principe di Scalea, che sposò la principessa Giovanna de Cardenas;
- Andrea (1717-1778), maresciallo di campo, il quale sposò Maria Michela Ravaschier;
- Maria Giuseppa (1723-1757), la quale sposò in prime nozze Manuel d'Orléans, I duca di Castellammare, conte di Charny e viceré di Napoli, e alla morte di questi si risposò con Giangirolamo Acquaviva d'Aragona, XII duca di Nardò;
- Maria Giovanna (1725-1768), andata in sposa a Luigi Specioso Spinelli, VI principe di San Giorgio;
- Maria Isabella (1726-?), monaca col nome di suor Maria Ermenegilda nel monastero di San Giuseppe de' Ruffi a Napoli dal 1745;
- Carlo (1730-1731);
- Fabrizio (1738-1794), principe ex uxor di Tarsia, che sposò Maria Antonia Spinelli, VIII principessa di Tarsia.

## Ascendenza
|                                                  |                                  |                                                  | Genitori                                   |  |  | Nonni |  |  | Bisnonni                               |  |  | Trisnonni                                           |  |
|                                                  |                                  |                                                  |                                            |  |  |       |  |  | Ettore Spinelli, IV principe di Scalea |  |  | Giovanni Battista I Spinelli, II principe di Scalea |  |
|                                                  |                                  |                                                  |                                            |  |  |       |  |  | Ettore Spinelli, IV principe di Scalea |  |  | Giovanni Battista I Spinelli, II principe di Scalea |  |
|                                                  |                                  | Caterina Pignatelli di Monteleone                |                                            |  |  |       |  |  | Ettore Spinelli, IV principe di Scalea |  |  |                                                     |  |
| Troiano II Spinelli, V principe di Scalea        |                                  |                                                  |                                            |  |  |       |  |  | Ettore Spinelli, IV principe di Scalea |  |  |                                                     |  |
|                                                  |                                  | Angela di Capua                                  | Fabrizio di Capua, XIII conte di Altavilla |  |  |       |  |  |                                        |  |  |                                                     |  |
|                                                  |                                  | Angela di Capua                                  | Fabrizio di Capua, XIII conte di Altavilla |  |  |       |  |  |                                        |  |  |                                                     |  |
|                                                  |                                  | Angela di Capua                                  | Dorotea Spinelli di Cariati                |  |  |       |  |  |                                        |  |  |                                                     |  |
| Antonio I Spinelli, VI principe di Scalea        |                                  | Angela di Capua                                  |                                            |  |  |       |  |  |                                        |  |  |                                                     |  |
|                                                  |                                  | Giovanni Battista Caracciolo, VI duca di Martina | Carlo Caracciolo, V duca di Martina        |  |  |       |  |  |                                        |  |  |                                                     |  |
|                                                  |                                  | Giovanni Battista Caracciolo, VI duca di Martina | Carlo Caracciolo, V duca di Martina        |  |  |       |  |  |                                        |  |  |                                                     |  |
|                                                  |                                  | Giovanni Battista Caracciolo, VI duca di Martina | Diana Loffredo                             |  |  |       |  |  |                                        |  |  |                                                     |  |
| Isabella Caracciolo di Martina                   |                                  | Giovanni Battista Caracciolo, VI duca di Martina |                                            |  |  |       |  |  |                                        |  |  |                                                     |  |
|                                                  |                                  | Maria Francesca Spinelli d'Acquara               | Fabrizio Spinelli, I duca d'Aquara         |  |  |       |  |  |                                        |  |  |                                                     |  |
|                                                  |                                  | Maria Francesca Spinelli d'Acquara               | Fabrizio Spinelli, I duca d'Aquara         |  |  |       |  |  |                                        |  |  |                                                     |  |
|                                                  |                                  | Maria Francesca Spinelli d'Acquara               | Isabella Caracciolo di Vico                |  |  |       |  |  |                                        |  |  |                                                     |  |
| Francesco II Spinelli, VII principe di Scalea    |                                  | Maria Francesca Spinelli d'Acquara               |                                            |  |  |       |  |  |                                        |  |  |                                                     |  |
|                                                  | Carlo Carafa, IV marchese d'Anzi | Ottavio Carafa, I principe di Belvedere          |                                            |  |  |       |  |  |                                        |  |  |                                                     |  |
|                                                  | Carlo Carafa, IV marchese d'Anzi | Ottavio Carafa, I principe di Belvedere          |                                            |  |  |       |  |  |                                        |  |  |                                                     |  |
|                                                  | Carlo Carafa, IV marchese d'Anzi | Caterina Carafa di Bitetto                       |                                            |  |  |       |  |  |                                        |  |  |                                                     |  |
| Francesco Maria Carafa, II principe di Belvedere | Carlo Carafa, IV marchese d'Anzi |                                                  |                                            |  |  |       |  |  |                                        |  |  |                                                     |  |
|                                                  |                                  | Beatrice Carafa di Noja                          | Giovanni Carafa, II duca di Noja           |  |  |       |  |  |                                        |  |  |                                                     |  |
|                                                  |                                  | Beatrice Carafa di Noja                          | Giovanni Carafa, II duca di Noja           |  |  |       |  |  |                                        |  |  |                                                     |  |
|                                                  |                                  | Beatrice Carafa di Noja                          | Giulia di Lannoy, III duchessa di Boiano   |  |  |       |  |  |                                        |  |  |                                                     |  |
| Anna Beatrice Carafa di Belvedere                |                                  | Beatrice Carafa di Noja                          |                                            |  |  |       |  |  |                                        |  |  |                                                     |  |
|                                                  |                                  | Francesco Maria di Somma                         | ? di Somma                                 |  |  |       |  |  |                                        |  |  |                                                     |  |
|                                                  |                                  | Francesco Maria di Somma                         | ? di Somma                                 |  |  |       |  |  |                                        |  |  |                                                     |  |
|                                                  |                                  | Francesco Maria di Somma                         | ?                                          |  |  |       |  |  |                                        |  |  |                                                     |  |
| Silvia di Somma                                  |                                  | Francesco Maria di Somma                         |                                            |  |  |       |  |  |                                        |  |  |                                                     |  |
|                                                  |                                  | Vittoria Carafa di Forlì                         | Giovanni Antonio Carafa, I duca di Forlì   |  |  |       |  |  |                                        |  |  |                                                     |  |
|                                                  |                                  | Vittoria Carafa di Forlì                         | Giovanni Antonio Carafa, I duca di Forlì   |  |  |       |  |  |                                        |  |  |                                                     |  |
|                                                  |                                  | Vittoria Carafa di Forlì                         | Diana Capece Minutolo                      |  |  |       |  |  |                                        |  |  |                                                     |  |
|                                                  |                                  | Vittoria Carafa di Forlì                         |                                            |  |  |       |  |  |                                        |  |  |                                                     |  |